# ناصر الظاهري
ناصر الظاهري صحفي وكاتب ومخرج إماراتي.

## حياته
ولد ناصر الظاهري في عام 1960 في مدينة العين الإماراتية، لأب يعمل في المجال العسكري، له أربع أخوة وأربعة أخوات وهو أكبرهم، تلقى تعليمه الأساسي بين مدينتي العين وأبو ظبي، حصل على شهادة البكالوريوس في مجال الإعلام والأدب الفرنسي من جامعة الإمارات في عام 1984م. ثم تابع دراسته العليا في معهد الصحافة العربية جامعة السوربون في باريس، فقد والده صغيرًا ما جعل هذا الحدث مؤثرًا على بعض كتاباته وأعماله، وفي عام 1986 نشر قصته الأولى بعنوان حسون الحواي، عرف عنه تنقله الواسع في العديد من المدن وزيارته للعديد من الأماكن والتي بدورها أدت إلى بروز إبداعه الأدبي في مجال أدب الرحلات فاشتهر بمقالات تحت عنوان تذكرة سفر بسبب زيارة العديد من مدن العالم، وترجمت بعض قصصه إلى الإنجليزية، الروسية، الفرنسية، الإسبانية والهندية، عمل في الإعلام والصحافة، إلى أن أصبح رئيسًا للإعلام العسكري، كما عمل مديرًا لتحرير جريدة الاتحاد، وعضو في اتحاد كتاب وأدباء الإمارات كما تولى رئاسة الاتحاد في فترة سابقة، وكذلك عضوًا في منظمة الصحافيين العالمية، وكان عضوًا للهيئة الاستشارية لمشروع «كتاب في جريدة» التابع لليونسكو. بدأ بعدها بتأليف السيناريو وإخراج الأفلام وحصل على عدد من الجوائز في هذا المجال أيضًا.

## عمله الإعلامي
عمل الظاهري في مجال الإعلام رئيسًا للإعلام العسكري، ومدير تحرير مجلة درع الوطن، ومدير تحرير جريدة الاتحاد وله فيها عمود يومي بعنوان (العمود الثامن)، ومديراً عاماً ورئيس تحرير مطبوعات المؤسسة العربية للصحافة، كما عمل رئيس تحرير للنسخ العربية لمجلات الأطفال المتخصصة، وشغل منصب رئيس اتحاد كتّاب وأدباء الإمارات، وهو عضو منظمة الصحافيين العالمية، وعضو الهيئة الاستشارية لمشروع كتاب في جريدة، ورئيس التحرير التنفيذي لبعض الإصدارات الشهرية في دار الصياد اللبنانية.
أقام عدة معارض وشارك في العديد من المؤتمرات الثقافية والإعلامية في العديد من دول العالم.

## عمله الفني
اتجه ناصر الظاهري إلى تأليف سيناريوهات الأفلام والأفلام الوثائقية وإخراجها بعد فترة طويلة من خوضه في المجال الأدبي حيث كان أول عمل له في سيرة الماء والنخل والأهل عام 2015م وحصل على عدة جوائز في العديد من المهرجانات التي شارك بها بأعماله.

### أعماله الفنية
| الفلم                    | تأليف        | إخراج        | سنة العرض | ملاحظات |
| ------------------------ | ------------ | ------------ | --------- | --- |
| سيرة الماء والنخل والأهل | ناصر الظاهري | ناصر الظاهري | 2015      | جائزة أفضل مخرج سينمائي في مهرجان دبي السينمائي عام 2015م جائزة أفضل فيلم أجنبي في مهرجان IMFF في كوبنهاجن عام 2016م جائزة أفضل مخرج سينمائي في مهرجان تورنتو في كندا جائزة أفضل مخرج سينمائي في مهرجان برشلونة في إسبانيا جائزة «أفضل فيلم للمحافظة على الثقافة» في كان، والذي ترعاه «الأمم المتحدة». |
| أثل                      |              |              |           | جائزة ريمي الذهبية من مهرجان هيوستن السينمائي في الولايات المتحدة ترشيح الفيلم رسميًا للحصول على جائزة في مهرجان /TINFF/ تورنتو السينمائي الدولي في كندا |
| تسامح                    |              |              |           | جائزة أفضل مخرج للأفلام التسجيلية القصيرة في مهرجان مدريد السينمائي الدولي في إسبانيا |
|                          |              |              |           | |
| آلهة الوقت               |              |              |           | |
| حجر الرحى                |              |              | 2021      | |

## إصداراته

### مقالات
| الكتاب                                   | الناشر                                  | سنة الإصدار | عدد الصفحات | ردمك ISBN               |
| ---------------------------------------- | --------------------------------------- | ----------- | ----------- | ----------------------- |
| «على سفر .. نذهب بعيدا .. نذهب عميقا»    | اتحاد كتاب وأدباء الإمارات دار هماليل   | 1995 2017   | 282         | لا يوجد رقم دولي للكتاب |
| «العمود الثامن» (الجزء الأول)            | اتحاد كتاب وأدباء الإمارات دار الفارابي | 2001        | 262         | (ردمك 9789953411328)    |
| «العمود الثامن» (الجزء الثاني)           | اتحاد كتاب وأدباء الإمارات دار الفارابي | 2001        | 268         | (ردمك 9789953411330)    |
| «مقابسات رمضان» الجزء الأول 2002 - 2010  | دائرة الثقافة والسياحة بأبوظبي          | 2019        |             | (ردمك 9789948371793)    |
| «مقابسات رمضان» الجزء الثاني 2011 - 2018 | دائرة الثقافة والسياحة بأبوظبي          | 2019        |             | (ردمك 9789948371798)    |

### أدب الرحلات
| الكتاب                        | الناشر                                                            | سنة الإصدار | عدد الصفحات | ردمك ISBN            |
| ----------------------------- | ----------------------------------------------------------------- | ----------- | ----------- | -------------------- |
| «للّيل طائره وللنهار المسافات» | اتحاد كتاب وأدباء الإمارات - وزارة الثقافة والشباب وتنمية المجتمع | 2017        | 386         | (ردمك 9789948234531) |

### مجموعات قصصية
| الكتاب                                                                           | الناشر                                                            | سنة الإصدار | عدد الصفحات | ردمك ISBN                                    |
| -------------------------------------------------------------------------------- | ----------------------------------------------------------------- | ----------- | ----------- | -------------------------------------------- |
| «عندما تدفن النخيل»                                                              | اتحاد كتاب وأدباء الإمارات                                        | 1990        | 89          | لا يوجد رقم دولي للكتاب                      |
| «خطوة للحياة .. خطوتان للموت»                                                    | اتحاد كتاب وأدباء الإمارات                                        | 1995        | 114         | لا يوجد رقم دولي للكتاب                      |
| «ما تركه البحر لليابسة» (الطبعة الأولى) «ما تركه البحر لليابسة» (الطبعة الثانية) | اتحاد كتاب وأدباء الإمارات دار هماليل                             | 1995 2017   | 302 292     | لا يوجد رقم دولي للكتاب (ردمك 9789948098218) |
| «حالات من الليل يغشاها النهار»                                                   | المكتب المصري للمطبوعات                                           | 2005        | 126         | (ردمك 9774070143)                            |
| «الطائر بجناح أبعد منه»                                                          | رياض الريس للكتب والنشر                                           | 2005        | 166         | (ردمك 9953212309)                            |
| «منتعلا الملح.. وكفاه رماد»                                                      | اتحاد كتاب وأدباء الإمارات - وزارة الثقافة والشباب وتنمية المجتمع | 2011        | 135         | (ردمك 9789948404675)                         |
| «أصواتهم» (عمل مشترك) (كتاب عن القصاصين في الخليج)                               | دار الفارابي                                                      | 1998        | 272         | لا يوجد رقم دولي للكتاب                      |
| «أصواتهن» (عمل مشترك) (عن القصاصات في الخليج)                                    | دار الفارابي                                                      | 1998        | 272         | لا يوجد رقم دولي للكتاب                      |

### علوم عسكرية
| الكتاب                                                                            | الناشر                                 | سنة الإصدار | عدد الصفحات | ردمك ISBN               |
| --------------------------------------------------------------------------------- | -------------------------------------- | ----------- | ----------- | ----------------------- |
| «دولة الإمارات العربية المتحدة : القوات المسلحة : سجل الشرف والانجازات الإنسانية» | القيادة العامة للقوات المسلحة - أبوظبي | 2011        | 328         | لا يوجد رقم دولي للكتاب |

## جوائز
1. شخصية العام الثقافية عام 2010م من قبل مؤسسة همايل للإعلام.[8]
2. جائزة «المهر الإماراتي» كأفضل مخرج سينمائي في مهرجان دبي السينمائي عام 2015م.[8]
3. جائزة أفضل فيلم أجنبي في مهرجان IMFF في كوبنهاجن عاصمة الدنمارك عام 2016م عن فيلم «في سيرة الماء.. والنخل.. والأهل».[10]
4. جائزة أفضل مخرج سينمائي في مهرجان تورنتو في كندا عن فيلم «في سيرة الماء.. والنخل.. والأهل».[11]
5. جائزة أفضل مخرج سينمائي في مهرجان برشلونة في إسبانيا عن فيلم «في سيرة الماء.. والنخل.. والأهل».[11]
6. جائزة «أفضل فيلم للمحافظة على الثقافة» في كان، والذي ترعاه الأمم المتحدة عن فيلم «في سيرة الماء.. والنخل.. والأهل» عام 2017م.[11]
7. جائزة الصحافة العربية عن فئة العمود الصحفي عام 2017م.
8. جائزة أفضل مخرج للأفلام التسجيلية القصيرة في مهرجان مدريد السينمائي الدولي، عن فيلم «تسامح».[46][47]
9. جائزة الفلم القصير للتسامح، في حفل أوائل الإمارات عام 2019م.[48]